# Krystyna Grodzińska
Krystyna Grodzińska z domu Chronowska (ur. 27 maja 1934 we Lwowie) – polska uczona, biolog, specjalizująca się w botanice i ekologii. Profesor z habilitacją w zakresie ekologii i geografii roślin. Była kierowniczka pracowni Ekologii Środowiskowej i Zakładu Ekologii Instytutu Botaniki PAN. Członkini kilku Komitetów Polskiej Akademii Nauk: Botaniki, Ochrony Przyrody i Ekologii, ponadto licznych towarzystw ekologicznych i botanicznych w kraju i za granicą. Redaktorka pism ekologicznych i botanicznych. Laureatka wielu prestiżowych nagród, w tym Nagrody Państwowej I stopnia. 

## Życiorys
Urodziła się we Lwowie w 1934 roku. Po wybuchu II wojny światowej przeprowadziła się wraz z rodzicami do niewielkiej miejscowości Bukowsko koło Sanoka, gdzie jej matka odziedziczyła aptekę. Tam uczęszczała do szkoły podstawowej. Po zakończeniu wojny ojciec otworzył kancelarię adwokacką w Krakowie i rodzina przeniosła się tam na stałe.
Po ukończeniu szkoły średniej rozpoczęła studia w Państwowej Wyższej Szkole Pedagogicznej w Krakowie, a następnie w latach 1952–1956 podjęła studia biologiczne na Wydziale Biologii i Nauk o Ziemi Uniwersytetu Jagiellońskiego.
Na uczelni poznała Władysława Grodzińskiego, którego poślubiła w 1957 roku. Mieli dwoje dzieci, syna Piotra i córkę Małgorzatę.
Jeszcze podczas studiów nawiązała współpracę z Instytutem Botaniki PAN i po złożeniu dyplomu w 1956 roku została w nim zatrudniona na stanowisku asystenta technicznego, a następnie młodszego (1959) i w końcu starszego asystenta (1961). Praca magisterska, napisana pod kierunkiem prof. Bogumiła Pawłowskiego, dotyczyła flory Wzniesienia Gubałowskiego. Podczas pracy w Instytucie kontynuowała badanie zbiorowisk roślinności Gubałówki i w 1962 roku  uzyskała stopień naukowy doktora. Od 1964 roku do 1976 roku pracowała jako adiunkt w Zakładzie Ekologii i Geografii Roślin IB PAN, przy czym od 1970 do 2001 r. pełniła funkcję zastępcy kierownika Zakładu. W latach 1966–1968 wykładała systematykę roślin na UJ, a później w 1970–1972 i 1976–1979 botanikę i ekologię w ramach programu Instytutu Botaniki UJ i IB PAN. Habilitowała się w 1975 (1976) na Wydziale Biologii i Nauk o Ziemi UJ, na podstawie pracy o szacie roślinnej Pienińskiego Pasa Skałkowego. Rok później została docentem. W latach 1986–1990 była profesorem nadzwyczajnym, a następnie profesorem w Zakładzie Ekologii IB PAN. W latach 1984–1990 pełniła funkcję zastępcy dyrektora do spraw naukowych Instytutu Botaniki PAN, w latach 1992–2002 kierownika Pracowni Ekologii Środowiskowej Zakładu Ekologii IB PAN a następnie w latach 2001–2004 kierownika Zakładu Ekologii. W 2004 roku przeszła na emeryturę, kontynuując działalność naukową.
W czerwcu 1996 została wybrana członkiem korespondentem Wydziału Przyrodniczego Polskiej Akademii Umiejętności, a od 18 czerwca 2005 członkiem czynnym.

## Działalność naukowa
Zainteresowania biologiczne, rozwijane od dzieciństwa i podtrzymywane przez matkę, skierowały ją początkowo ku badaniom z zakresu florystyki i fitosocjologii. Tej tematyce poświęcona była jej rozprawa doktorska o roślinności Wzniesienia Gubałowskiego i praca habilitacyjna o roślinności Pienińskiego Pasa Skałkowego (przed powstaniem Zalewu Czorsztyńskiego). 
Współpracowała w tym czasie z prof. Bogumiłem Pawłowskim w przygotowaniu kolejnych tomów „Flory Polski”. Jej wkład w tę publikację to opracowanie 50 gatunków roślin z 26 rodzajów, głównie należących do rodzin: Asclepiadaceae, Boraginaceae, Compositae, Cucurbitaceae i Labiatae.
Następnie zajęła się badaniami bioindykacyjnymi. W oparciu o wiedzę zdobytą w tym zakresie i nowe metody, poznane w Szwecji podczas kilkumiesięcznego stypendium, rozszerzyła profil badań prowadzonych w Zakładzie Ekologii Instytutu Botaniki PAN. Reprezentowała polskie środowisko naukowe w ramach europejskiej sieci badań skażenia środowiska metalami ciężkimi. Przeprowadziła także badania stopnia skażenia polskich parków narodowych, korzystając z mchów jako roślin wskaźnikowych. Z tych prac wynikało, że najmniej zanieczyszczony metalami ciężkimi jest Białowieski Park Narodowy, a najbardziej Ojcowski Park Narodowy.
Włączyła się w program monitoringu ekologicznego województwa krakowskiego, koordynowany przez jej męża, stosując i ciągle rozwijając metody badań bioindykacyjnych. Prowadziła m.in. badania stężenia metali toksycznych (kadm, ołów) w warzywach uprawianych w tym rejonie. Dzięki ich wynikom sformułowano m.in. zalecenie, aby nie uprawiać sałaty na terenach o zwiększonej emisji metali ciężkich, gdyż jej liście chłoną te zanieczyszczenia bardziej niż np. marchew. Prowadziła także wspólnie z mężem badania na terenie Puszczy Niepołomickiej, na które obydwoje pozyskali dofinansowanie (1976–1980).
Następnie zainteresowała się badaniami biogeochemicznymi w zlewniach leśnych i w latach 80. XX w. rozpoczęła wspólnie z mężem prace nad nowym projektem, którym po jego śmierci w 1988 r. musiała pokierować sama (1990–1994). W latach 90. nawiązała kontakt z uczonymi ze Stanów Zjednoczonych, Czech, Słowacji, Rumunii i Ukrainy i zainicjowała wspólne badania nad wpływem ozonu na lasy Karpat (1997–2000).
Jej autorstwo nazw taksonów oznaczane jest jako „Grodzinska”, np. Vincetoxicum officinale Moench var. rossicum (Kleopow) Grodzinska Fl. Polska, 12: 49 (1971).
Była członkiem wielu naukowych towarzystw krajowych i międzynarodowych, w tym Polskiego Towarzystwa Botanicznego (od 2004 r. jest członkiem honorowym), Polskiego Towarzystwa Ekologicznego czy Międzynarodowego Towarzystwa Ekologicznego. W czasie swojej naukowej kariery współpracowała z 20 zagranicznymi ośrodkami naukowymi. Wielokrotnie wyjeżdżała na badania terenowe, szkolenia czy spotkania projektowe. Uczestniczyła w letniej ekspedycji do Polskiej Stacji Polarnej na Spitsbergenie.

## Nagrody i odznaczenia
Laureatka szeregu nagród i odznaczeń, w tym:
- Srebrny Krzyż Zasługi – nadany w 1979 roku,
- Nagroda Sekretarza Naukowego PAN (zespołowa) – przyznana w 1979 r.,
- Medal im. Władysława Szafera (1986),
- Złota Odznaka za zasługi dla Ziemi Krakowskiej (1984),
- Nagroda Państwowa I stopnia (zespołowa) – przyznana w 1988 r.,
- Krzyż Kawalerski Orderu Odrodzenia Polski – nadany w 1988 r.,
- Odznaka „Honoris Gratia” – nadana w 2013 przez prezydenta Krakowa.

## Wybrane publikacje
Krystyna Grodzińska do lutego 2014 roku opublikowała łącznie 268 prac z zakresu fitocenologii, fitogeografii, ochrony przyrody, systematyki i ekologii. 151 z nich to oryginalne publikacje naukowe. Wybrane publikacje:
- K. Grodzińska, E. Pancer-Kotejowa. The flora of the Gubałówka Elevation (Polish Western Carpathians). „Monogr. Bot”. 11 (1), s. 3–196, 1960.
- K. Grodzińksa: Nonnea Medic., Anchusa L., Lycopsis L.. W: B. Pawłowski (red.): Flora polska. Rośliny naczyniowe Polski i ziem ościennych. T. 10. Warszawa – Kraków: Państwowe Wydawnictwo Naukowe, 1963, s. 198–207.
- K. Grodzińska. Floral relations of the Spiskie Elevations and Magura Spiska in the Western Carpathians. „Fragm. Flor. Geobot”. 10 (4), s. 437–452, 1964.
- K. Grodzińska: Acidity of tree bark as a bioindicator of forest pollution in southern Poland. W: L. S. Dochinger, T. A. Seliga (red.): Proceedings of the First International Symposium on Acid Precipitation and the Forest Ecosystem. Columbus, Ohio: USDA Forest Service General Technical Report NE-23, 1975, s. 905–911.
- K. Grodzińska (red.): Acidification of forest environment (Niepołomice Forest) caused by SO2 emissions from steel mills. Final report on investigations for the period July 1, 1976 – June 30, 1980. Kraków: Institute of Botany, Polish Academy of Sciences, 1980. Brak numerów stron w książce
- K. Grodzińska, R. Olaczek (red.): Zagrożenie parków narodowych w Polsce. Wyd. 1. Warszawa: Państwowe Wydawnictwa Naukowe, 1985, s. 8–12.
- K. Grodzińska, K. Sawicka-Kapusta: Metody biologiczne w ocenie skażenia środowiska. W: Z. Kłapyta (red.): Geochemiczne, hydrochemiczne i biochemiczne zmiany środowiska przyrodniczego na obszarach objętych antropopresją. Nowoczesne metody analizy skażeń. Materiały II Konferencji Naukowej, Kraków, 9 i 10 grudnia 1993. Kraków: Akademia Górniczo-Hutnicza im. S. Staszica, Państwowa Inspekcja Ochrony Środowiska, 1993, s. 19–21.
- B. Godzik, K. Grodzińska, G. Szarek. Vegetables and soil contamination with heavy metals in allotment gardens in Kraków agglomeration – ten year studies. „Arch. Ochr. Środ”. 2, s. 165–173, 1995.
- K. Grodzińska, U. Korzeniak, G. Szarek-Łukaszewska, B. Godzik. Colonization of zinc mine spoils in southern Poland - preliminary studies on vegetation, seed rain and seed bank. „Fragm. Flor. Geobot”. 45 (1-2), s. 123-145, 2000.
- B. Godzik, K. Grodzińska. Ozon w przygruntowej warstwie troposfery i jego wpływ na rośliny polskich parków narodowych. „Kosmos”. 51 (4), s. 427-434, 2002.
- K. Grodzińska, M. Frontasyeva, G. Szarek-Łukaszewska, M. Klich, A. Kucharska-Fabiś, S.F. Gundorina, T.M. Ostrovnaya. Trace element contamination in industrial regions of Poland studied by moss monitoring. „Environmental Monitoring and Assessment”. 87, s. 255-270, 2003.
- K. Grodzińska, K. Szarek-Łukaszewska. Heavy metal vegetation in the Olkusz region (southern Poland) – preliminary studies. „Polish Botanical Journal”. 54 (1), s. 105–112, 2009.